# Fortaleza de Gódlik

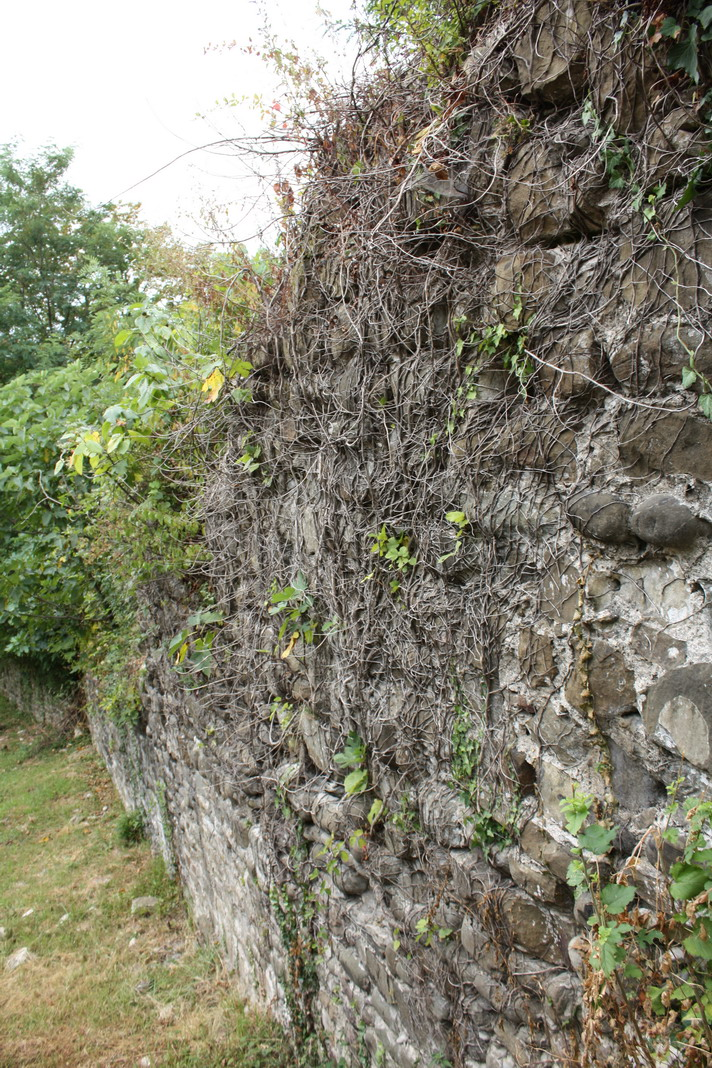
Muralla de la fortaleza de Gódlik.

La fortaleza de Gódlik (del ruso: Кре́пость Го́длик) es una fortificación medieval situada en la costa nordeste del mar Negro, junto a la desembocadura del río Gódlik, entre el seló Volkonka y el mikroraión Chemitokvadzhe, en el distrito de Lázarevskoye de la unidad municipal de la ciudad de Sochi, en el krai de Krasnodar, en el sur de Rusia.

## Historia
La fortaleza fue ocupada en dos períodos: el bizantino y el genovés . Estos periodos de ocupación se fechan en los siglos V-VIII y XIV-XV respectivamente, según el arqueólogo Yuri Vóronov. Según otros investigadores, como B. Ovchinnikova, tras las investigaciones en 1992-1993, el período de ocupación bizantino se dio entre el siglo VII y el siglo X. El modo de construcción corresponde a la albañilería romana bizantina, con dos muros y rellenos interior. En el recinto de la fortaleza se han hallado restos de cerámica. Durante la ocupación genovesa se construyó una muralla adicional con métodos de construcción italianos.